# André the Giant
André René Roussimoff (Coulommiers, 19 maggio 1946 – Parigi, 28 gennaio 1993) è stato un wrestler e attore francese, noto con il ring name André the Giant.
Nella World Wrestling Federation è stato una volta WWF World Heavyweight Champion e una volta WWF Tag Team Champion con Haku, mentre nel 1993 è stato il primo introdotto nella WWE Hall of Fame.
La sua immensa mole, risultato dell'acromegalia da cui era affetto, lo ha portato ad essere soprannominato "L'ottava meraviglia del mondo". Oltre al wrestling, ha partecipato ad alcuni film e la sua apparizione più famosa è quella nel ruolo di Fezzik, il gigante del film La storia fantastica.

## Biografia
André Roussimoff nacque a Coulommiers, in Francia, da Boris Roussimoff (1907-1993) e Mariann Stoeff (1910-1997), genitori rispettivamente di origini bulgare e polacche. André sosteneva di avere avuto una precocità fisica impressionante: a dodici anni pare fosse già alto 192 cm e pesasse 90 kg, un fatto che fece pensare fosse affetto da acromegalia, malattia endocrina dovuta ad eccesso di produzione di somatotropina, un disturbo che causa la crescita delle ossa in modo accelerato negli anni e rende lo sviluppo continuativo anche oltre l'età della maturità fisica.
Secondo una divertente leggenda metropolitana sviluppatasi dopo la sua morte e diffusa come meme, impossibilitato a entrare nello scuolabus, sarebbe stato accompagnato a scuola da un vicino di casa, lo scrittore Samuel Beckett. Roussimoff era uno studente dal buon profitto, ma lasciò la scuola abbastanza presto poiché non riteneva fosse necessario un diploma per lavorare in qualità di agricoltore. Lavorò dapprima in una fattoria e successivamente si trasferì a lavorare in fabbrica come operaio, ma nessuna di queste due professioni lo gratificava. Determinato nell'usare a suo vantaggio le sue dimensioni, Roussimoff entrò nel mondo della lotta professionale molto giovane andandosene da casa ancora minorenne.

## Carriera nel wrestling

### Gli inizi

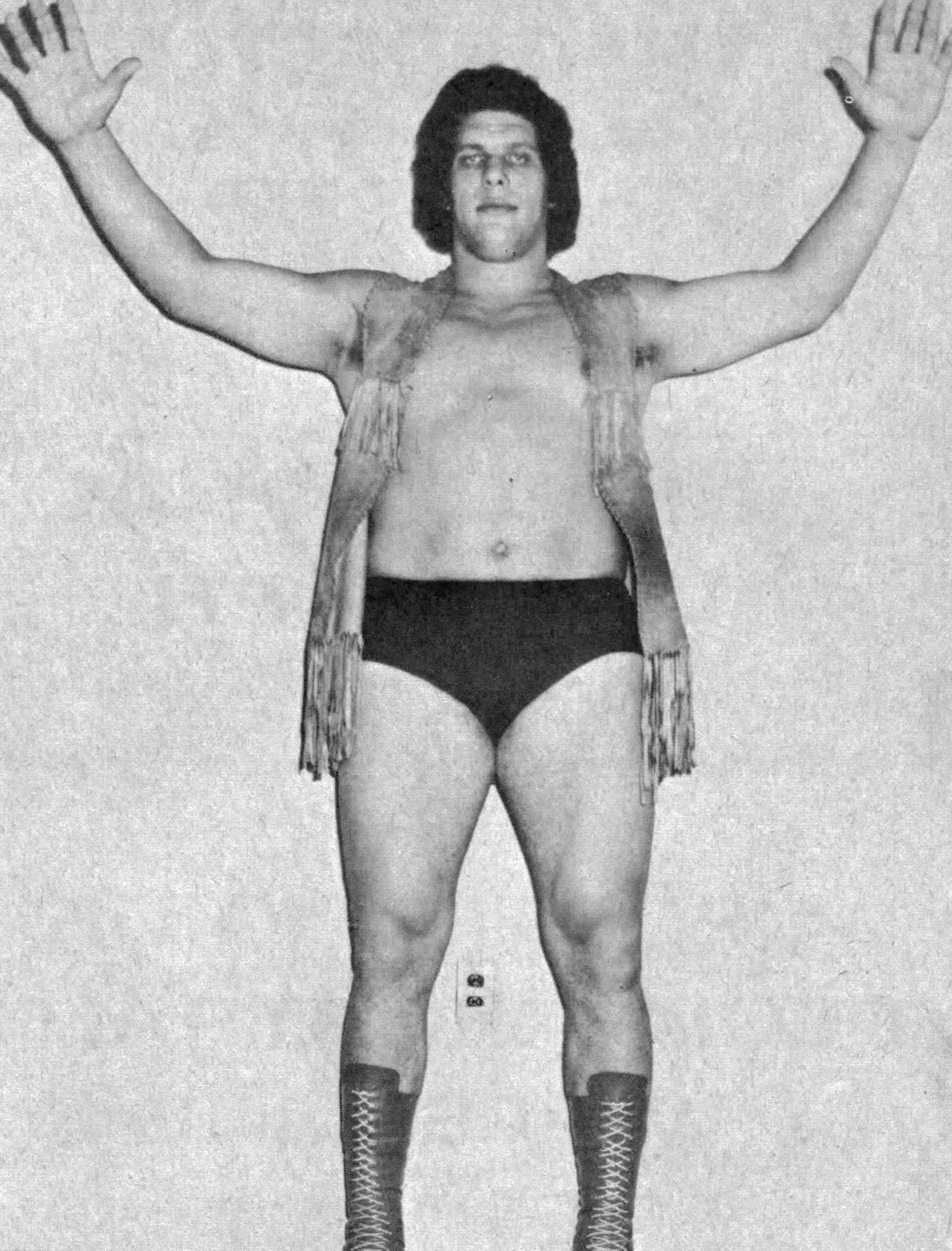
Jean Ferré nel 1973

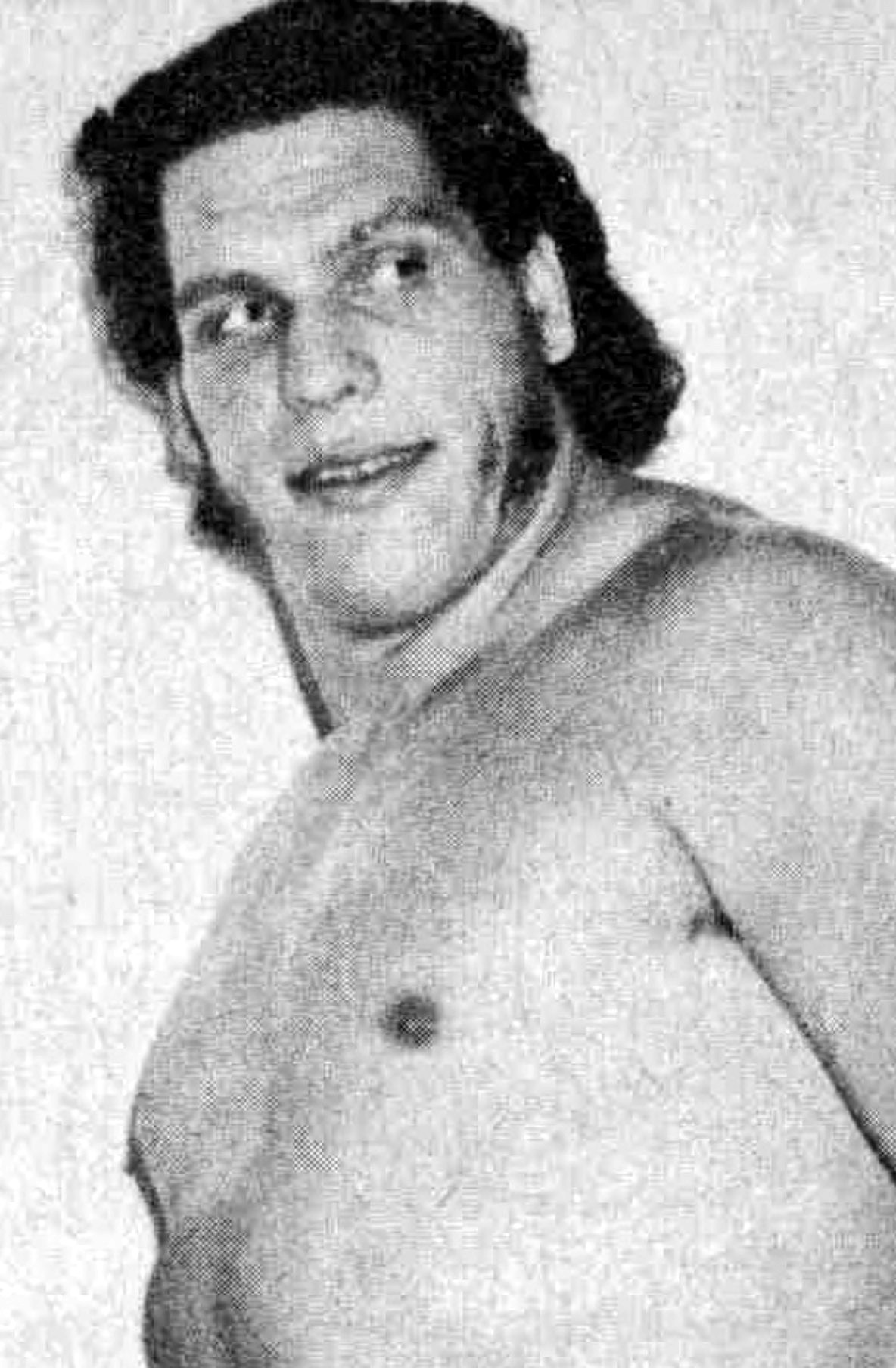
1973 circa

All'età di diciotto anni, Roussimoff si trasferì a Parigi dove venne introdotto nel mondo del wrestling dal promoter locale Edouard Carpentier. Carpentier fece assumere ad André il ring name "Monster Roussimoff" con il quale iniziò lentamente a farsi una certa reputazione combattendo nel circuito di Parigi e zone limitrofe.
Grazie alle buone performance sul ring e al riscontro del pubblico ammaliato dalla mole del gigante, Carpentier decise di portarlo in Nord America. André iniziò quindi a combattere in Canada nella Grand Prix Promotions. Nei primi tempi André veniva presentato come "Jean Ferré" o "Géant Ferré", nome preso in prestito dal mitico gigante francese. Il promoter canadese e wrestler Frank Valois incontrò Roussimoff nel 1966, diventando il suo manager. Da lì in poi André girò il mondo lottando in Inghilterra, Germania, Nuova Zelanda, ed Africa.
Debuttò in Giappone nel 1970, accreditato come "Monster Roussimoff", nella federazione International Wrestling Enterprise, lottando sia da singolo che in coppia. Il primo titolo arrivò con la conquista della cintura di campione di coppia insieme a Michael Nador. Fu durante questo primo periodo trascorso in Giappone che i dottori gli diagnosticarono per la prima volta che soffriva di acromegalia.
Trasferitosi nel 1971 a Montréal, in Canada, divenne molto famoso nella zona, esibendosi spesso in match da "tutto esaurito" al Montreal Forum. All'epoca veniva frequentemente impiegato in handicap match nel corso dei quali lottava da solo contro due o più avversari contemporaneamente, uscendone quasi sempre vittorioso. Nel 1972 André Roussimoff lottò svariate volte nella American Wrestling Association di Verne Gagne come attrazione speciale ed attirando su di sé l'attenzione di Vince McMahon Sr., fondatore della World Wide Wrestling Federation. McMahon suggerì diversi cambiamenti all'immagine di André. Sentiva che Roussimoff avrebbe dovuto essere presentato come un enorme, inamovibile mostro. Fu lui che gli consigliò di metter su ancora più peso e che coniò per lui il ring name "André the Giant", rendendolo famoso in tutto il mondo.

### World Wide Wrestling Federation/World Wrestling Federation (1973–1976)
All'inizio del 1973, quando aveva 27 anni, debuttò nella World Wide Wrestling Federation. André divenne una stella in un periodo nel quale il wrestling professionistico non era ancora un evento di massa, ma la sua fama lo precedette in molti scontri. Divenne in poco tempo famoso al grande pubblico in qualità di face della federazione, presentato come una sorta di "gigante buono" con i bambini ma terribile con gli avversari. La sua popolarità crebbe sempre più anche grazie a svariati interventi in diverse trasmissioni televisive, talk show e altri eventi.
Per tutti gli anni settanta e la prima metà degli ottanta André fu uno dei wrestler più amati nel panorama del wrestling professionistico. In WWF Gorilla Monsoon insisteva nel presentarlo affermando che il gigante non era mai stato sconfitto per schienamento o sottomissione in 15 anni di attività prima della sconfitta patita a WrestleMania III per mano di Hogan. Tale affermazione, tuttavia, non era veritiera. Infatti André aveva perso altri incontri al di fuori della WWF; nel 1984 era stato chiaramente schienato da El Canek in Messico, e nel giugno 1985 Antonio Inoki lo aveva fatto cedere per dolore. Inoltre aveva pareggiato per limite di tempo un match della durata di 1 ora contro Harley Race e Nick Bockwinkel.
Le sue principali rivalità furono con Ernie "Big Cat" Ladd, Don Leo Jonathan e Blackjack Mulligan. Durante l'evento organizzato nel 1976 allo Shea Stadium, negli Stati Uniti, prese parte ad un match pugilistico contro Chuck Wepner nel quale André lanciò il suo avversario (denominato Bayonne Bleeder, "il sanguinatore di Bayonne") fuori dal ring, nella terza fila di spettatori. Quattro anni più tardi, ebbe il suo primo incontro con Hulk Hogan quando la WWF ritornò allo Shea Stadium dopo diversi anni di assenza. Nonostante la rivalità sul ring che li vide spesso contrapposti l'uno contro l'altro, Hogan e Roussimoff svilupparono una forte amicizia, ricordata con affetto ancora oggi da Hogan che non manca di onorare la memoria del gigante francese nelle interviste odierne.

### National Wrestling Association e New Japan Pro Wrestling (1978–1982)

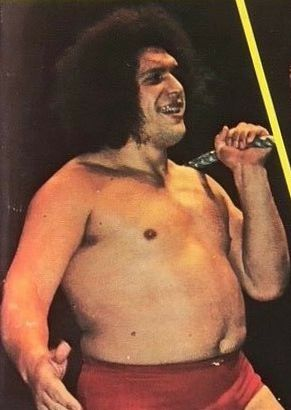
André the Giant nel 1975

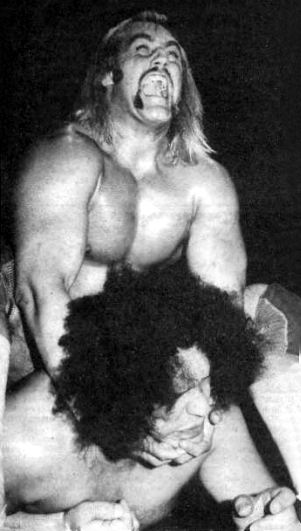
Hulk Hogan e Andre the Giant durante l'evento Superdome Showdown svoltosi il 2 agosto 1980 a New Orleans

L'8 dicembre 1978 in Australia, André vinse l'Australasian Tag Team Championship in coppia con Ron Miller. Il mese dopo passò alla National Wrestling Alliance per un breve periodo, dove vinse l'NWA US Tag Team Championship (Tri-State) e l'NWA Florida Tag Team Championship entrambi in coppia con "The American Dream" Dusty Rhodes.
In Giappone André partecipa a più riprese al "Madison Square Garden Tournament" sia in singolo che in coppia. Nel 1978 arriva in finale, ma viene sconfitto da Antonio Inoki per conteggio fuori dal ring; nel 1979 per un punto sfiora l'accesso alla finale del torneo, evento ripetutosi poi nel 1980. Sempre nel 1980 partecipa alla prima edizione del "MSG Tag Tournament" classificandosi terzo in coppia con "The Hangman", mentre nel 1981 partecipa solo in coppia con Renè Goulet e trionfa nella manifestazione sconfiggendo in finale Inoki e Tatsumi Fujinami, schienando Fujinami. Nel 1982 vince finalmente il torneo da singolo sconfiggendo in finale Killer Khan, che aveva sostituito Antonio Inoki infortunatosi poco prima del match.

### Faida con Killer Khan (1981)
Una delle rivalità più memorabili del tempo fu quella con Killer Khan, il "gigante della Mongolia". Secondo la storyline, Khan aveva spezzato una caviglia ad André durante un match disputatosi il 2 maggio 1981 a Rochester, New York. In realtà, André si era rotto la caviglia cadendo dal letto la mattina precedente all'incontro. L'infortunio e la successiva riabilitazione furono quindi inserite nella storyline del feud André/Khan. Dopo un ricovero al Beth Israel Hospital di Boston, André ritornò a combattere pronto a vendicarsi. I due si scontrarono il 20 luglio 1981 al Madison Square Garden in un match che terminò con una doppia squalifica. Il feud continuò attraverso l'estate e l'autunno successivi. Il 14 novembre 1981 al Philadelphia Spectrum, André sconfisse sonoramente Killer Khan in quello che venne pubblicizzato come il "Mongolian Stretcher Match", nel quale il perdente avrebbe potuto tornare negli spogliatoi solo in barella. In questo periodo André inizia ad essere universalmente conosciuto come "il campione senza corona" perché, pur non avendo ancora vinto titoli mondiali come wrestler singolo, sembra comunque imbattibile.

### Ritorno alla World Wrestling Federation

#### Faida con Big John Studd (1984–1986)

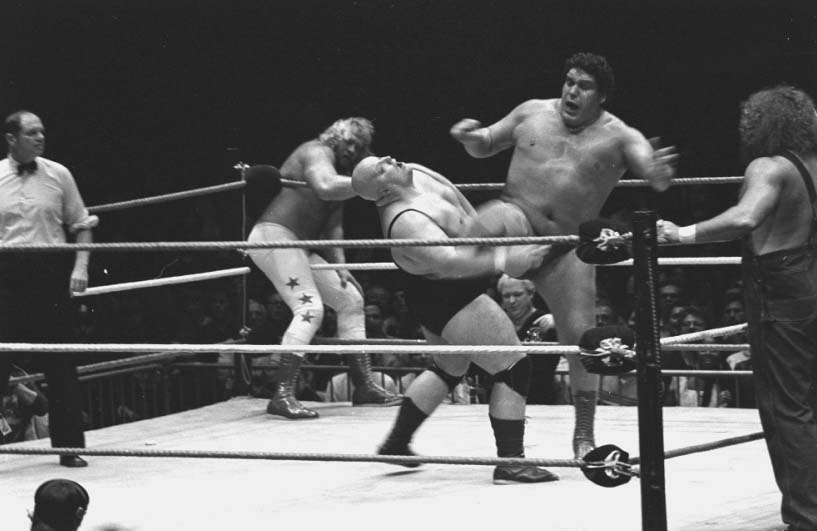
André the Giant colpisce con un calcio King Kong Bundy

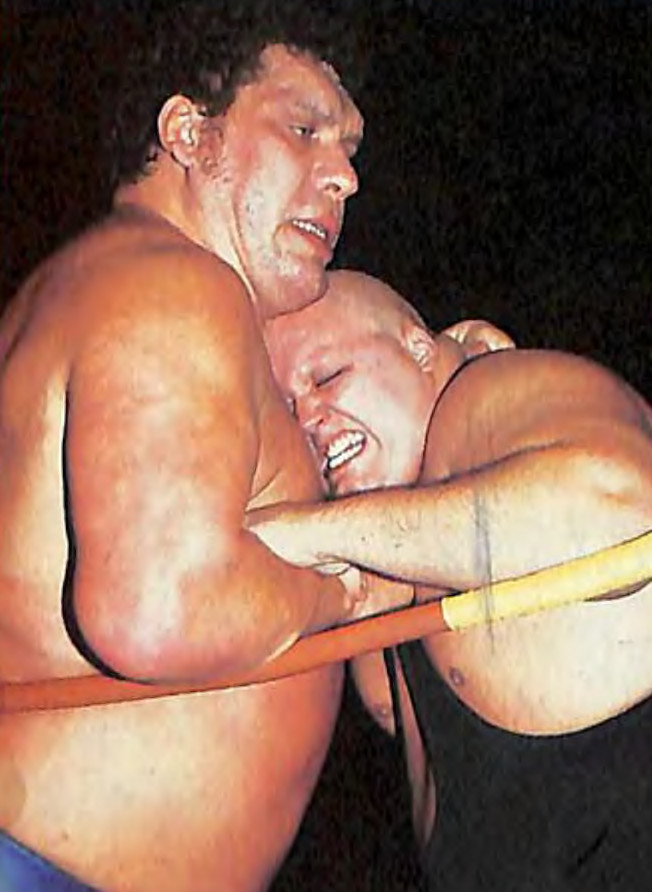
André vs. King Kong Bundy (1986)

Un'altra rivalità molto sentita fu quella contro il possente Big John Studd che si autodefiniva "il vero gigante" del wrestling. Nel corso dei primi anni ottanta, André e Studd si combatterono senza sosta in giro per il mondo, per stabilire chi meritasse veramente tale appellativo. Nel dicembre 1984, Studd e Ken Patera mandarono KO André durante un match di coppia procedendo poi a tagliargli la folta chioma afro che aveva sempre sfoggiato fin lì. Dopo essersi vendicato di Patera, André sfidò Studd in un "Body Slam Match" nel corso della prima edizione di WrestleMania, tenutasi il 31 marzo 1985 al Madison Square Garden di New York. André sollevo e schiacciò Studd al tappeto aggiudicandosi l'incontro e il premio di 15,000 dollari in palio, del quale gettò una parte al pubblico prima che la borsa gli venisse strappata dal manager di Studd, Bobby "The Brain" Heenan. L'anno seguente a WrestleMania II, il 7 aprile 1986, vinse una Battle Royal di 20 combattenti (tra cui 14 lottatori della WWF e 6 atleti della NFL) eliminando negli ultimi istanti Jim "The Anvil" Neidhart e Bret "The Hitman" Hart, entrambi membri della Hart Foundation.
A metà anni ottanta la sua condizione peggiorò: perse diversi chili, soffriva di continui problemi alle ginocchia e alla schiena, ma rimase nella federazione quando essa si espanse a livello nazionale.
Dopo WrestleMania 2, André continuò i suoi feud con Studd e King Kong Bundy. Circa in quel periodo, André richiese un permesso per assentarsi a causa dei problemi di salute dovuti all'acromegalia che stavano iniziando seriamente a causargli problemi di mobilità e per partecipare ad una tournée in Giappone; inoltre doveva anche recitare nel film La storia fantastica. Per spiegare al pubblico l'assenza di André, venne ideata una storyline nella quale Bobby Heenan suggeriva che il gigante fosse scappato perché intimorito dai suoi protetti Studd e Bundy. Infatti, era stato fissato un match di coppia nel quale André e un partner avrebbero dovuto scontrarsi con i due lottatori di Heenan. André the Giant però non si presentò sul ring, e il presidente WWF Jack Tunney lo sospese a tempo indeterminato.

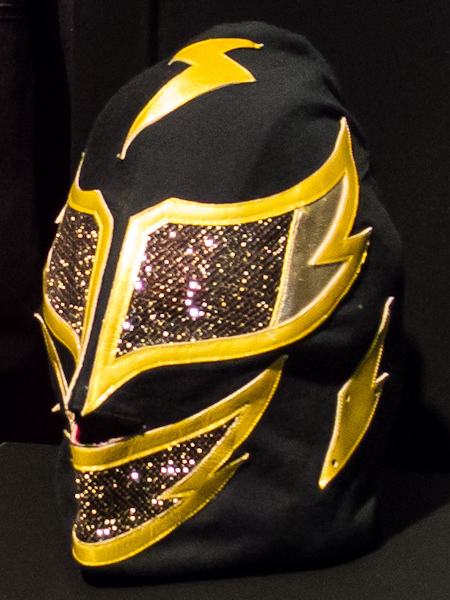
La maschera indossata da André quando interpretava il personaggio di Giant Machine

Nell'estate 1986 André fece ritorno negli Stati Uniti, iniziando a combattere indossando una maschera sotto l'identità di "Giant Machine" in una stable chiamata "The Machines" dove Big Machine e Super Machine erano gli altri membri. Gli annunciatori della WWF non fecero menzione del fatto che la nuova gimmick di André non fosse altro che una scopiazzatura evidente del personaggio "Super Strong Machine", interpretato da Junji Hirata nella New Japan Pro-Wrestling. I Machines venivano presentati come "un nuovo tag team dal Giappone" le cui identità dei membri erano sconosciute, anche se era ovvio a tutti che Giant Machine fosse in realtà André the Giant. Heenan, Studd e Bundy si rivolsero allora al presidente Tunney, il quale disse a Heenan che se fosse stato in grado di provare che André e Giant Machine erano la stessa persona, André sarebbe stato licenziato dalla federazione. La storyline non ebbe però piena conclusione, e alla fine del 1986, Giant Machine "scomparve" semplicemente mentre André fu reinserito a tempo pieno nei ranghi della WWF. In questo periodo Roussimoff iniziò a sfoggiare il look caratteristico che lo contraddistinguerà per tutto il resto di carriera: capelli corti, folti basettoni e l'inconfondibile costume nero con unica bretella trasversale.

#### Faida con Hulk Hogan (1987–1988)

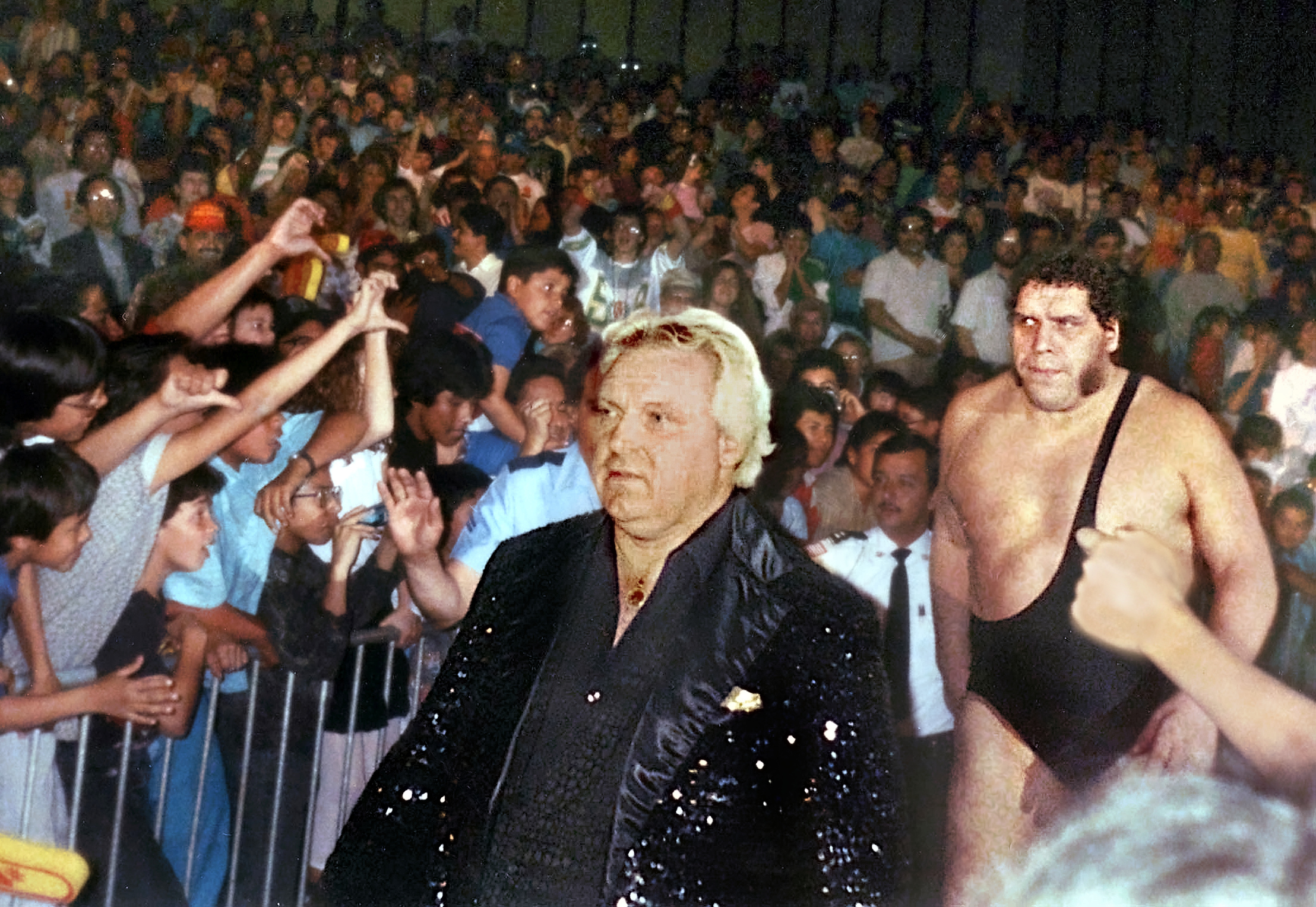
André the Giant con il manager Bobby "The Brain" Heenan

La sua carriera prese una svolta nel 1987 quando, durante una puntata del programma Piper's Pit, voltò le spalle all'amico Hulk Hogan, lanciandogli una sfida per l'edizione di WrestleMania III. Dietro tutto questo, come da copione, c'era il manager Bobby Heenan, che riuscì a convincere André che Hogan mandava avanti la loro amicizia solo per paura che André un giorno avrebbe potuto sconfiggerlo e strappargli quindi il titolo WWF. WrestleMania III fu un evento, in cui Hogan fece l'impossibile: sollevò con una body slam il massiccio André per poi schienarlo, subito dopo averlo colpito con il suo famoso Legdrop. Al match, tenuto al Pontiac Silverdome di Detroit nel Michigan, presenziarono ben 93.173 spettatori, più parecchi milioni di spettatori sparsi per il mondo.
Per la precisione, anche se la WWF cercò di sottolineare l'eccezionalità dell'evento in maniera eccessiva, questa non fu la prima volta nella quale André venne sollevato da terra e scaraventato al tappeto. In passato lo stesso Hogan lo aveva già alzato diverse volte durante i loro match in Giappone (dove però il "buono" era André e Hogan invece il "cattivo"), e lo stesso avevano fatto svariati altri wrestler come Antonio Inoki, Stan Hansen, Strong Kobayashi, Kamala, Butcher Vachon, El Canek, Otto Wanz, Riki Choshu, Harley Race ed altri. Comunque, nell'ambito degli incontri di wrestling americano, il successo della rivalità tra Hogan e André the Giant significò l'inizio di un nuovo modo di concepire i grandi incontri e le nuove strategie di mercato per attirare il grande pubblico. Un tale riscontro di pubblico rivoluzionò l'intero modo di concepire il business dello sport intrattenimento.
Dopo la sconfitta a WrestleMania III, André e il suo manager Bobby Heenan non si arresero comunque, e durante la prima edizione delle Survivor Series, tenutesi nel novembre del 1987, André the Giant uscì vittorioso e "sopravvissuto" durante un match a squadre 5 contro 5 a eliminazione in cui la squadra da lui capitanata affrontò quella di Hogan. André eliminò Bam Bam Bigelow per ultimo aggiudicandosi così il match.

#### La controversa vittoria del WWF Championship
Grazie a questa vittoria, André ottenne l'opportunità di sfidare nuovamente Hogan per il titolo: infatti, il 5 febbraio 1988 il gigante conquistò l'ambita cintura durante una puntata di The Main Event con l'aiuto di "Million Dollar Man" Ted DiBiase, che corruppe l'arbitro Earl Hebner per fargli registrare un illegale conteggio di 3 sul campione Hogan, che invece aveva sollevato la spalla dopo il secondo conteggio. Subito dopo la vittoria, come da accordi segretamente presi in precedenza, André consegnò la cintura di campione WWF a DiBiase, che pagò al gigante una grossa cifra pur di ottenere l'ambito titolo. Già da parecchi mesi DiBiase, subito dopo aver debuttato con la gimmick del Million Dollar Man durante l'autunno del 1987, aveva tentato in ogni modo di convincere Hogan a vendergli la preziosa cintura di campione, senza però alcun risultato.
L'allora presidente della WWF Jack Tunney intervenne dichiarando che il titolo non poteva passare di mano venendo "regalato" o "comprato" da terzi, e dichiarò il titolo vacante, asserendo e ribadendo che la cintura poteva passare di mano solo per schienamento o sottomissione durante un match per il titolo regolarmente organizzato. Venne quindi scelto di indire per WrestleMania IV (tenutasi il 27 marzo 1988) un torneo eliminatorio per incoronare un nuovo campione indiscusso. Il torneo prevedeva una partenza dagli ottavi di finale, ma il presidente Tunney offrì ad André e Hogan (i due ultimi detentori del titolo) di saltare il turno preliminare passando direttamente ai quarti di finale. I due combatterono in modo reciprocamente sleale, talmente forte era il malumore dell'uno verso l'altro, tanto da essere entrambi squalificati dal torneo (che venne poi vinto da Macho Man Randy Savage in finale contro DiBiase). Successivamente André e Ted DiBiase formarono l'estemporaneo tag team denominato "Mega Bucks" per scontrarsi con i "Mega Powers" formati da Hogan e Macho Man nel main event di SummerSlam 1988. Il team DiBiase–André perse l'incontro, nonostante l'arbitraggio smaccatamente favorevole messo in atto nei loro confronti da Jesse "The Body" Ventura, che partecipava al match in qualità di arbitro speciale della contesa.
Contemporaneamente allo sviluppo della rivalità con i Mega Powers, André partecipò anche a vari match che lo videro contrapposto a Hacksaw Jim Duggan, dai quali, nonostante Duggan fosse un face favorito del pubblico, uscì sempre vincitore.

#### The Colossal Connection (1989–1990)

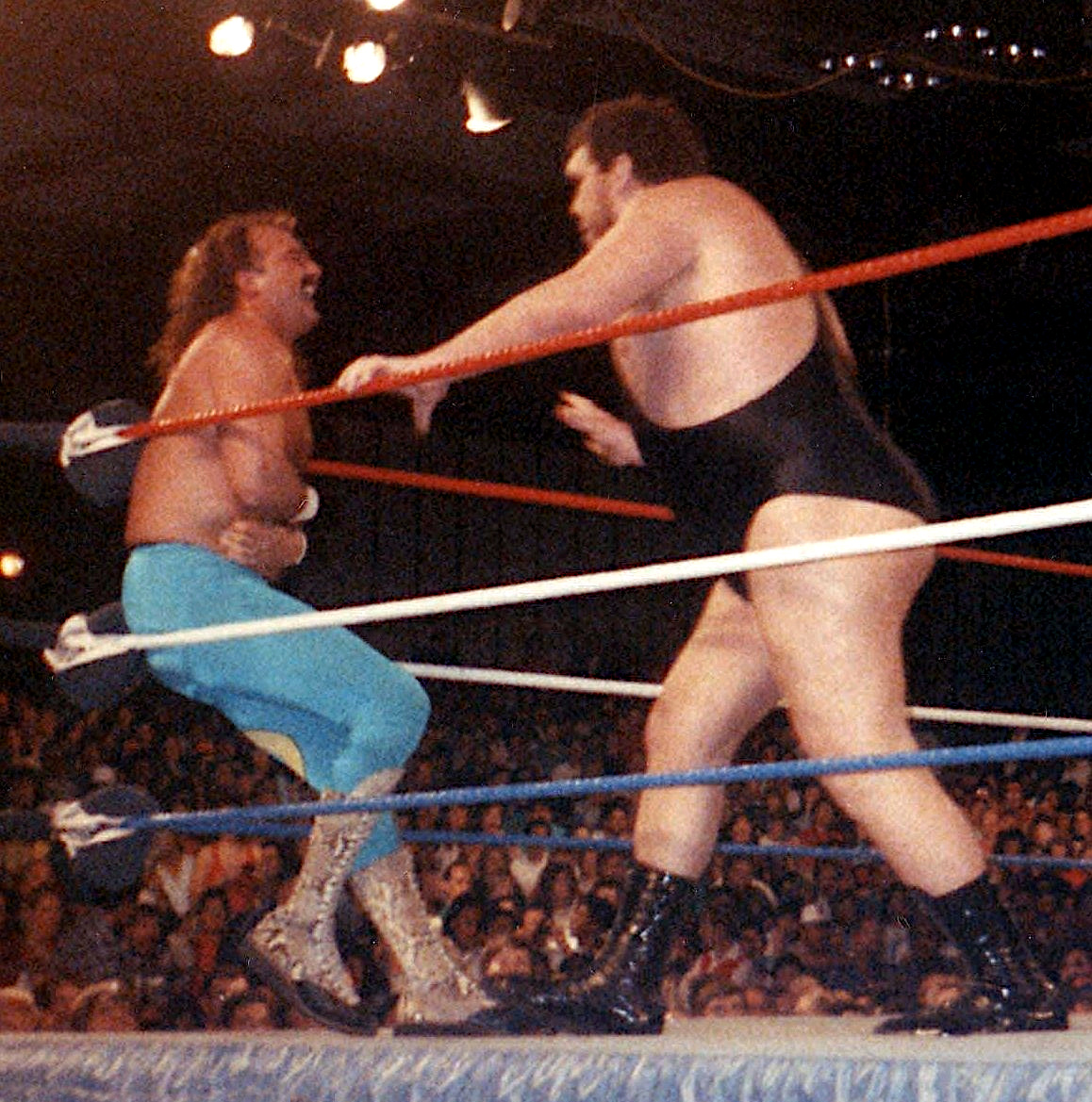
André the Giant contro Jake Roberts nel 1989

L'anno successivo, il 1989, vide André occupato in vari feud con Jake "The Snake" Roberts, nel quale, secondo la storyline, André sfidava la sua paura atavica per il serpente di Jake, il pitone Damien, e con Ultimate Warrior (che riuscì a sua volta, dopo Hogan a WrestleMania III, ad alzare da terra il gigante per schiacciarlo al tappeto). Nessuna delle due rivalità però si concluse con un vincitore decisivo, anche se André e Roberts si scontrarono in un match a WrestleMania V vinto da Roberts per squalifica.
Nell'autunno dello stesso anno, il manager Heenan concepì un'idea geniale: mise in coppia André e un altro membro della Heenan's Family, il selvaggio Haku. Una volta creato questo tag team nominato "The Colossal Connection", i due vinsero il World Tag Team Championship battendo i Demolition durante una puntata di Superstars of Wrestling andata in onda il 30 dicembre 1989.
La coppia, insolita ma efficace, sconfisse tutti i maggiori tag team presenti nella WWF, fra i quali la Hart Foundation e The Rockers, detenendo il titolo fino al 1º aprile del 1990, quando, durante l'edizione di WrestleMania VI a Toronto, in Canada, André e Haku persero le cinture contro i Demolition. Questo fu l'ultimo incontro televisivo che André disputò nella WWE. Alla fine del match il gigante francese licenziò e scaraventò fuori dal ring il manager Heenan, il quale aveva dato ad André (oltre che uno schiaffo) tutta la colpa della perdita del match e del titolo: André infatti si era trovato intrappolato fra le corde del ring e non era riuscito ad aiutare il suo compagno Haku che nel mentre veniva inchiodato al tappeto da Ax dei Demolition dopo la famosa e letale "Demolition Decapitation".

#### Apparizioni sporadiche (1990–1992)
André, ora diventato nuovamente un "face" della federazione, continuò a comparire in WWF nel corso del 1990 e del 1991. In questo periodo accorse in aiuto di Big Boss Man durante il match di questi a WrestleMania VII contro Mr. Perfect.
L'ultima storyline di rilievo alla quale partecipò il gigante francese in WWF si svolse dopo WrestleMania VII ed ebbe come protagonisti i maggiori manager "cattivi" della federazione (Bobby Heenan, Sensational Sherri, Slick e Mr. Fuji), i quali cercavano ciascuno di reclutare André, solo per ricevere sonori rifiuti da parte del wrestler ed essere umiliati in svariati modi. Infine, Jimmy Hart annunciò di aver finalmente convinto André a firmare un contratto con lui per fargli formare un tag team insieme ad Earthquake.
Tuttavia, quando Gene Okerlund chiese la conferma di ciò ad André, egli negò qualsiasi accordo. Questo portò Earthquake ad assalire André alle spalle infortunandolo ad una gamba. Conseguenza di tutto questo fu l'occasione per l'ultima apparizione di André in WWF a SummerSlam 1991, dove, munito di stampella, assistette dall'angolo i Bushwhackers nel loro match contro i Natural Disasters di Jimmy Hart. In realtà, la dirigenza WWF avrebbe voluto imbastire una rivalità tra André ed Earthquake, ma, a causa dei suoi continui problemi di salute, il gigante non riuscì ad andare oltre alcune apparizioni all'angolo degli sfidanti del rivale.

### All Japan Pro Wrestling e Messico (1990–1992)
Dopo WrestleMania VI, André trascorse il resto della sua carriera sul ring nella All Japan Pro Wrestling. Dal settembre 1990 al 1992 lottò in vari incontri di coppia con Giant Baba come partner. Nel 1990 prese parte alla manifestazione "WWF/AJPW Wrestling Summit" che vedeva coinvolti i wrestler statunitensi e quelli della giapponese AJPW. In coppia con Giant Baba sconfisse i Demolition (all'epoca campioni mondiali di coppia) in un match non titolato. Partecipò a un ultimo tour in Messico nel 1992 lottando prevalentemente in dei six-man tag team match insieme a Bam Bam Bigelow e vari lottatori di Lucha Libre, scontrandosi con, tra gli altri, Bad News Allen e i futuri campioni WWF Mick Foley e Yokozuna. Combatté il suo ultimo match nel dicembre 1992 nella AJPW. La sua ultima apparizione televisiva in assoluto avviene in occasione dello show celebrativo Clash of the Champions XX: 20th Anniversary della WCW, nel 1992, al quale partecipa solo in veste di ospite e non di wrestler.

## Vita privata
Senza mai sposarsi, Roussimoff ebbe una figlia da Jean Christensen, Robin Christensen Roussimoff, nata nel 1979.
Nel 1974 il coach dei Washington Redskins George Allen offrì un contratto da professionista ad André the Giant come giocatore di football americano, ma lui rifiutò per rimanere nel mondo del wrestling.
André viene citato nel Guinness Book of World Records del 1974 come wrestler più pagato della storia, avendo percepito un compenso di 400.000 dollari in un anno nei primi anni settanta.
André the Giant è stato il primo wrestler in assoluto a comparire sulla copertina della rivista Sports Illustrated.
Roussimoff è stato nominato in via non ufficiale "il più grande bevitore del mondo" per avere bevuto 117 birre nell'arco di 6 ore. Nel corso di una puntata di Legends of Wrestling, Mike Graham raccontò che André una volta bevve 156 birre in una sola sera, episodio confermato da Dusty Rhodes. Nella sua autobiografia, The Fabulous Moolah Lillian Ellison scrisse che André consumò 127 birre in un bar di un hotel a Reading e che poi si addormentò ubriaco nell'atrio dell'albergo. Il personale dell'hotel non riuscì a smuoverlo e tutti dovettero aspettare che si svegliasse.
Nell'agosto 1989 André fu arrestato dallo sceriffo della contea di Linn, nell'Iowa, per aver assalito un cameraman di una televisione locale.

## Morte
André morì nel sonno alle 18:20 del 28 gennaio 1993, stroncato da un arresto cardiaco, in un hotel parigino, a 46 anni di età. Era rientrato in Francia da pochi giorni a seguito della scomparsa del padre, deceduto 13 giorni prima. Era noto a colleghi e amici fuori dal ring come il gigante buono per la giovialità del suo carattere e la generosità, e la sua morte fu accolta con stupore e commozione.
Fu il primo wrestler ad essere inserito nella WWE Hall of Fame, inaugurata per questa specifica occasione. Il corpo di André fu cremato secondo le sue volontà e le ceneri disperse nel suo ranch a Ellerbe, nella Contea di Richmond (Carolina del Nord).

## Cinema e televisione
- André ebbe la sua prima parte d'attore nel 1975 debuttando in un episodio della serie televisiva L'uomo da sei milioni di dollari impersonando "Sasquatch".
- Il suo ruolo cinematografico più noto è quello di Fezzik ne La storia fantastica, ma recitò anche in altri film come Micki e Maude di Blake Edwards, e Conan il distruttore, dove non è citato nei titoli di coda.[40]
- Il 10 aprile 2018 il canale televisivo statunitense HBO ha trasmesso il documentario celebrativo intitolato André the Giant.

## L'icona
Shepard Fairey, in arte Obey (obbedire), è divenuto famoso per aver stilizzato la faccia di André the Giant presa da un giornale e averne fatto uno stencil. L'immagine così ottenuta, oggi simbolo del brand Obey, è divenuta un'icona, sia per la sua semplicità che per il suo impatto.

## Personaggio

### Mosse finali
- Double underhook suplex
- Elbow drop
- Seated senton

### Manager
- Lou Albano
- Ted DiBiase
- Bobby Heenan
- Frank Valois
- K. Y. Wakamatsu

### Soprannomi
- "(The) Boss"[7][42]
- "The Wildcat"
- "The Eight Wonder of the World"

## Titoli e riconoscimenti
- Championship Wrestling from Florida
  - NWA Florida Tag Team Championship (1) – con Dusty Rhodes[43][44]
- International Pro Wrestling
  - IWA World Tag Team Championship (1) – con Michael Nador[13][14]
- New Japan Pro-Wrestling
  - International Wrestling Grand Prix Winner (1985)
  - MSG League Winner (1982)
  - Sagawa Express Cup (1986)
- NWA Tri-State
  - NWA United States Tag Team Championship (Tri-State version) (1) – con Dusty Rhodes[45][46]
- Professional Wrestling Hall of Fame and Museum
  - Classe del 2002
- Pro Wrestling Illustrated
  - Match of the Year (1981) - vs. Killer Khan il 2 maggio
  - Match of the Year (1988) vs. Hulk Hogan a The Main Event
  - Most Hated Wrestler of the Year (1988)
  - Most Popular Wrestler of the Year (1977, 1982)
  - Stanley Weston Award (1993)
  - 116º tra i 500 migliori wrestler singoli nella PWI 500 (1991)
  - 3º tra i 500 migliori wrestler singoli nella "PWI Years" (2003)
- Stampede Wrestling
  - Stampede Wrestling Hall of Fame[47]
- World Championship Wrestling (Australia)
  - NWA Austra-Asian Tag Team Championship (1) – con Ronald Miller[46]
- World Wrestling Federation
  - WWF World Heavyweight Championship (1)
  - WWF World Tag Team Championship (1) – con Haku
  - WWF Hall of Fame (1993)
  - Slammy Award per Bobby "The Brain" Heenan Scholarship Award (1987) - con Haku, Tama, Hercules, King Kong Bundy e Harley Race
- Wrestling Observer Newsletter
  - Feud of the Year (1981) - vs. Killer Khan
  - Most Embarrassing Wrestler (1989)
  - Worst Feud of the Year (1984) - vs. Big John Studd
  - Worst Feud of the Year (1989) - vs. The Ultimate Warrior
  - Worst Tag Team (1990, 1991) - con Giant Baba
  - Worst Wrestler (1989, 1991, 1992)
  - Worst Worked Match of the Year (1987) - vs. Hulk Hogan a WrestleMania III
  - Worst Worked Match of the Year (1989) - vs. The Ultimate Warrior il 31 ottobre
  - Wrestling Observer Newsletter Hall of Fame (classe del 1996)

## Filmografia

### Cinema
- Ore violente (Casse tete chinois pour le judoka), regia di Maurice Labro (1967)
- Conan il distruttore (Conan the Destroyer), regia di Richard Fleischer (1984)
- Micki e Maude (Micki + Maude), regia di Blake Edwards (1984)
- La storia fantastica (The Princess Bride), regia di Rob Reiner (1987)
- A.A.A. mamma cercasi (Trading Mom), regia di Tia Brelis (1994)

### Televisione
- L'uomo da sei milioni di dollari – serie TV, episodio 2x17-18 (1976)
- Truck Driver – serie TV, episodio 2x01-02 (1981)
- Les brillants – serie TV, episodio 3x26 (1981)
- Ralph supermaxieroe – serie TV, episodio 3x06 (1983)
- Zorro – serie TV, episodio 2x16 (1991)